# 莫拉托 (足球运动员)
费利佩·罗德里格斯·达席尔瓦（葡萄牙語：Felipe Rodrigues da Silva，2001年6月30日—），常称莫拉托（Morato），巴西职业足球运动员，司职中后卫，左边后卫，现效力于英超诺丁汉森林。